# Vällbräda
Vällbräda, anordning för att i piporglar med mekanisk traktur förflytta tangenternas rörelser i sidled.
På vällbrädan sltter ett antal horisontella stänger, vällar, vilka kan vara av trä eller järn. Varje väll har två armar. I den ena är abstrakten från en av tangenterna fästad, i den andra den abstrakt som leder vidare till spelventilen.
Tack vare vällbrädan kan piporna inom en stämma ställas upp oberoende av tangenternas ordning i klaviaturerna. Vällbrädor fanns i orglar redan under medeltiden. Norrlandaorgeln i Statens historiska museum, tillverkad någon gång mellan 1370 och 1430, har en bevarad vällbräda.
Uppfinningen av vällbrädan öppnade möjligheten att skapa orgelfasader med pipor placerade fritt efter konstnärliga önskemål.